# Samsung Galaxy A8 Star
El Samsung Galaxy A8 Star es un teléfono inteligente Android de gama media fabricado y comercializado por Samsung como parte de la serie Samsung Galaxy A. Se anunció en junio de 2018 para los mercados del sudeste asiático, a saber, Corea, China e India. En China se vende como Samsung Galaxy A9 Star.

## Disponibilidad
El Galaxy A8 Star está destinado a los mercados de Asia oriental y, como tal, no se vende en los mercados occidentales. En India, está disponible exclusivamente a través de Amazon y se vende al por menor por Rs34990.

## Especificaciones

### Hardware
El Galaxy A8 Star tiene una pantalla Super AMOLED de 1080p de 6.3" y funciona con Snapdragon 665. Tiene cámaras traseras duales de 24 + 16 MP y una cámara frontal de 24 MP. El A8 Star se basa en USB-C y tiene un conector de audio de 3,5 mm, así como Bluetooth 5. Las opciones biométricas incluyen un sensor de huellas dactilares montado en la parte trasera y reconocimiento facial. Externamente, el A8 Star tiene un marco de aluminio con vidrio en la parte delantera y trasera del teléfono.

### Software
El Galaxy A8 Star se ejecuta en Android 9 "Pie" y usa One UI 1.1.

## Críticas
Samsung fue criticado por usar una DSLR para promover el efecto de modo retrato del A8 Star.